# Leptoneta fagei
Leptoneta fagei är en spindelart som beskrevs av Simon 1914. Leptoneta fagei ingår i släktet Leptoneta och familjen Leptonetidae.
Artens utbredningsområde är Frankrike. Inga underarter finns listade i Catalogue of Life.